# Xia Shuwen

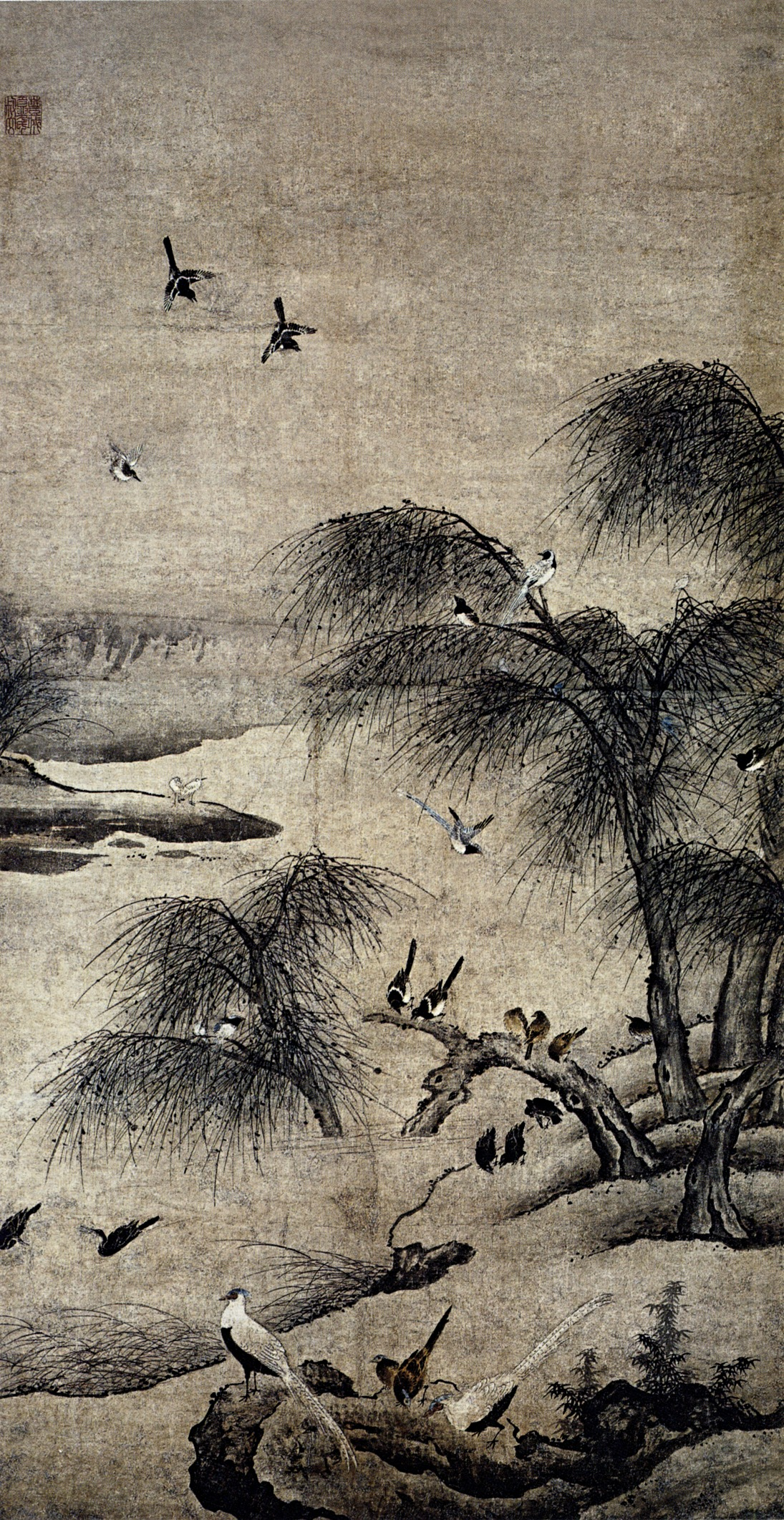
Ocells aplegant-se en un salze al terraplè (Museu Provincial de Liaoning)

Xia Shuwen (xinès: 夏叔文; pinyin: Xià Shūwén) fou un pintor xinès que va viure a finals de la dinastia Yuan i als inicis de la dinastia Ming. Es desconeixen les dates del seu naixement i de la seva mort. I de la seva vida se sap molt poc.